# Biblioteca di Area Umanistica
La Biblioteca di Area Umanistica, già Biblioteca di Ricerca di Area Umanistica (BRAU), è l'istituto di conservazione libraria del Dipartimento di Studi umanistici dell'Università degli Studi di Napoli Federico II. È situata in Piazza Bellini nel cinquecentesco Complesso di Sant'Antoniello a Port'Alba.

## Storia

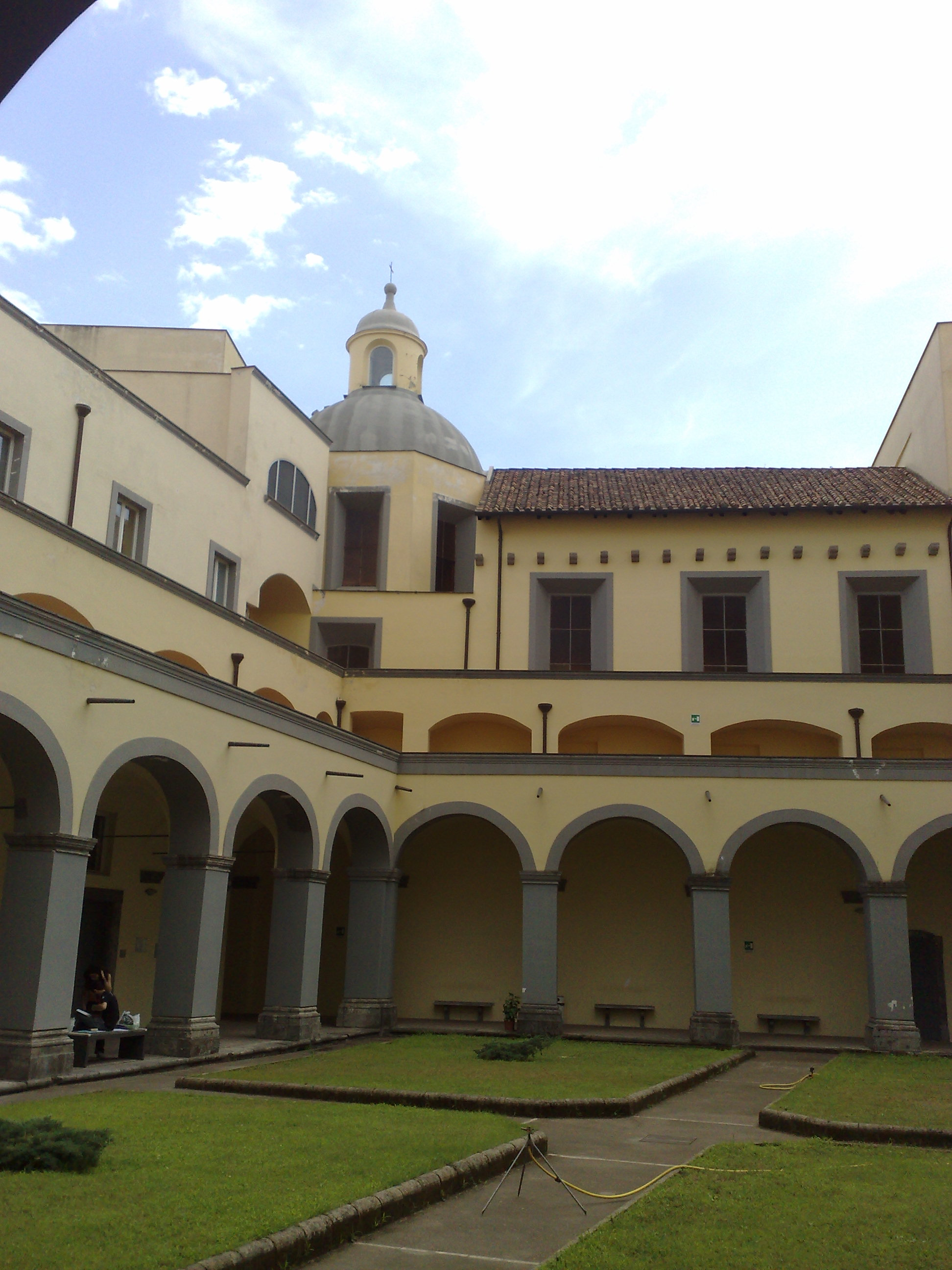
Giardini interni della biblioteca

Fino agli anni '80 del XX Secolo il Dipartimento di Studi umanistici (al tempo Facoltà di Lettere e Filosofia), era dotato soltanto di una Biblioteca centrale di Facoltà.
Il Consiglio di Facoltà, nell'adunanza del 23 ottobre 1979, approva la ristrutturazione del Complesso universitario di San Pietro Martire e la decisione di spostare una biblioteca centralizzata in una nuova sede
Nel 1995 l'Università scelse il complesso di Sant'Antoniello a Port'Alba come sede della nuova Biblioteca di Ricerca di Area Umanistica.
Dal 26 gennaio 2009 il complesso, dopo un recente restauro, insieme all'attiguo palazzo Conca, è sede della BRAU, la Biblioteca di area umanistica dell'Università degli Studi di Napoli Federico II, già biblioteca della Facoltà di lettere e filosofia. Si è provveduto a trasferire più di 200.000 volumi di materiale bibliografico dalla Biblioteca centralizzata della Facoltà di Lettere e Filosofia "Adolfo Omodeo" e 3000 testate di periodici dal settore periodici della Biblioteca della Facoltà di Scienze Politiche.
Con il Decreto rettoriale n.569 del 14 febbraio 2013, è stato emanato il Regolamento del Sistema Bibliotecario di Ateneo e del Centro di Ateneo per le Biblioteche, la Biblioteca di Area Umanistica è stata individuata come Biblioteca di Area di riferimento per il Dipartimento di Studi Umanistici dell'Università degli Studi di Napoli Federico II.

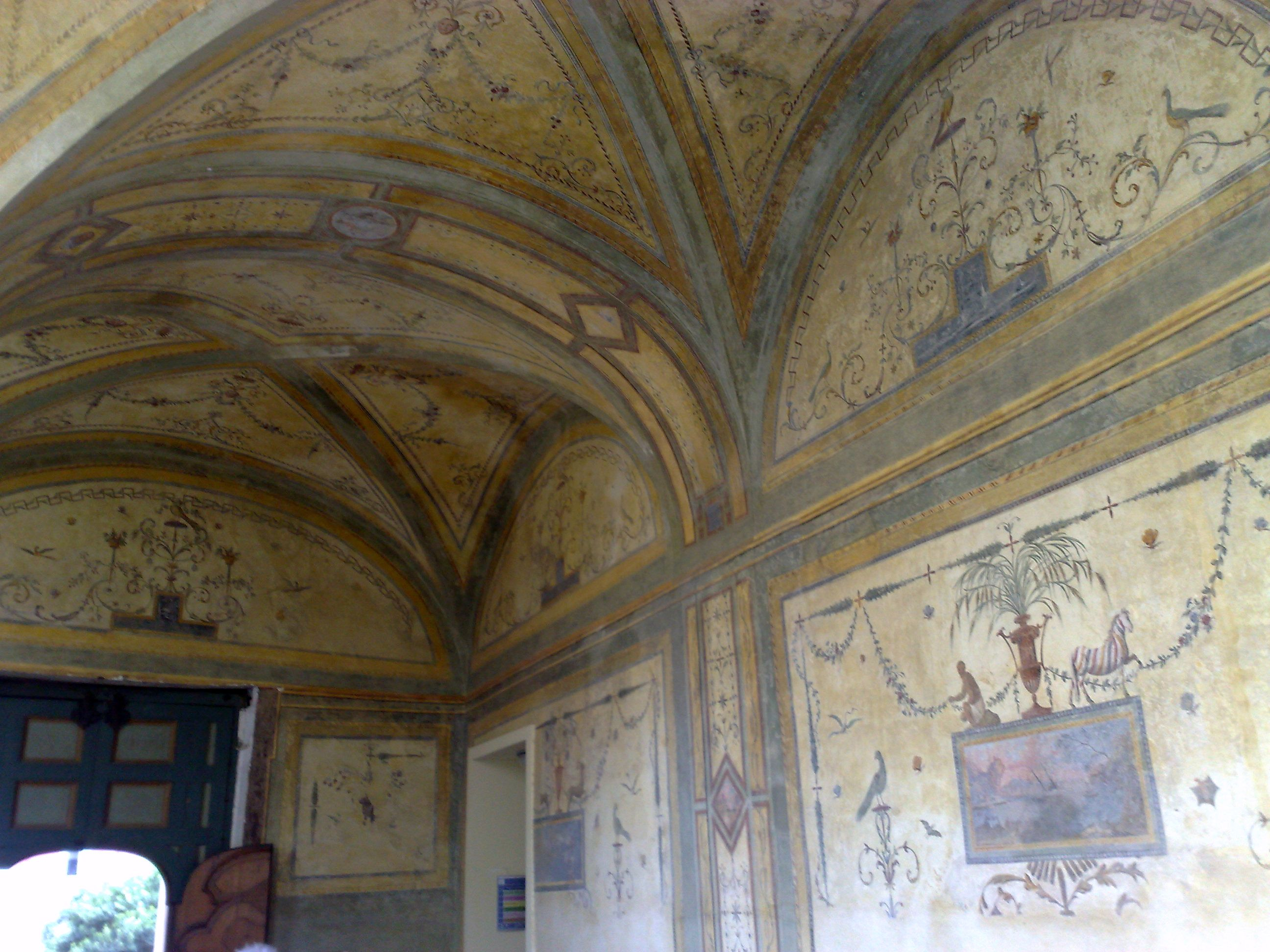
Affreschi della biblioteca
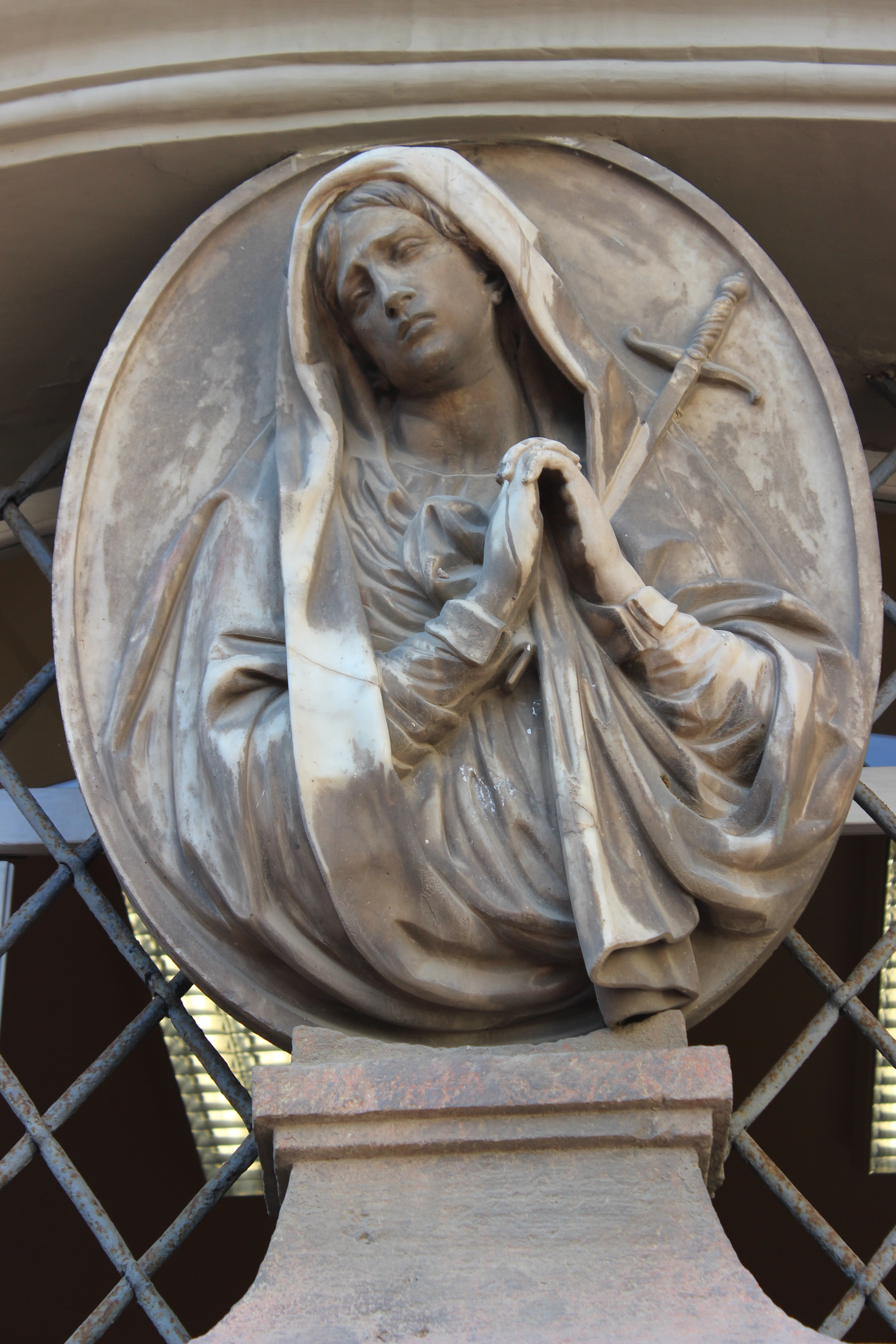
Busto all'ingresso
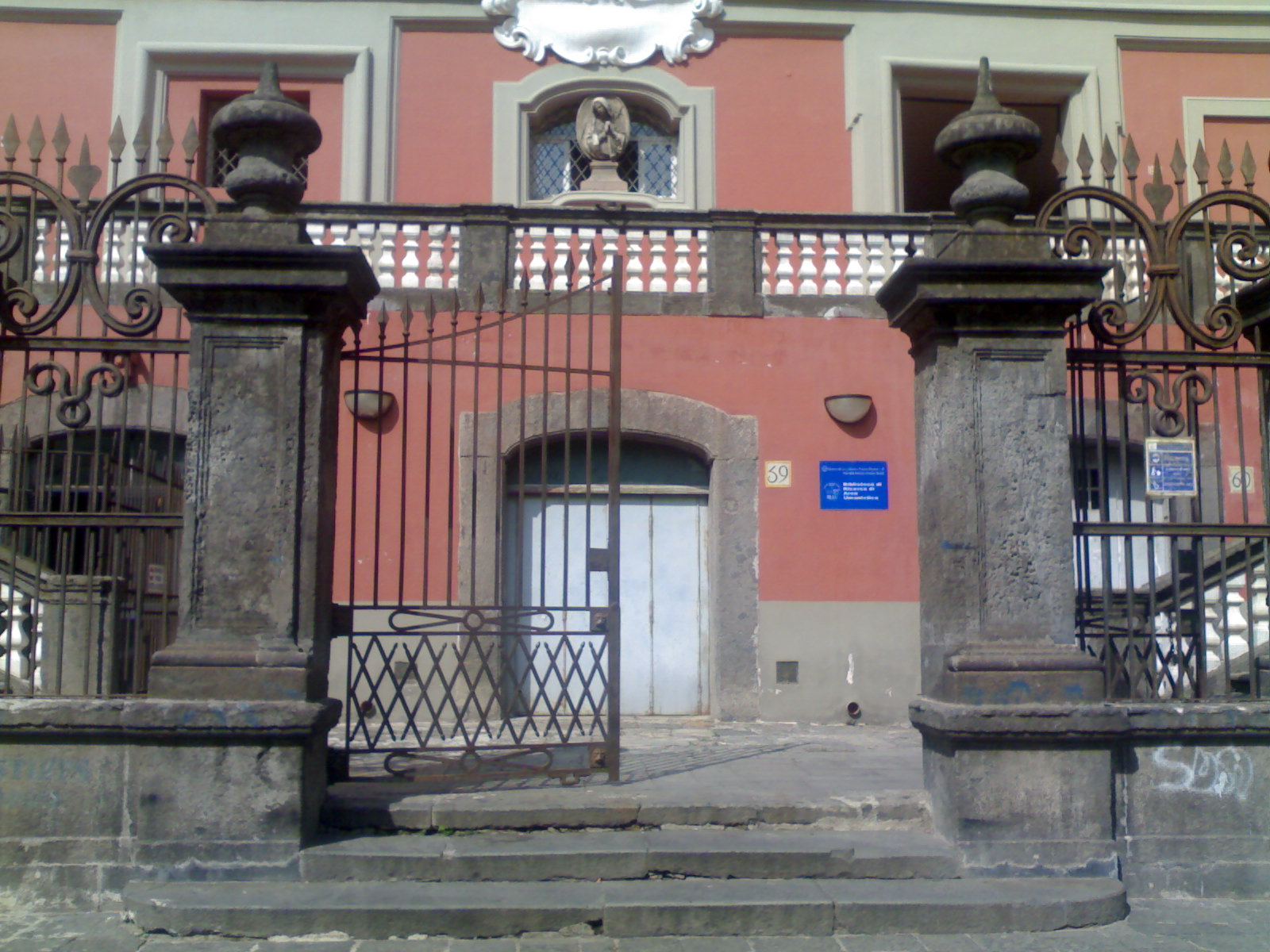
Ingresso